# Throana blechrodes
Throana blechrodes är en fjärilsart som beskrevs av Turner 1903. Throana blechrodes ingår i släktet Throana och familjen nattflyn. Inga underarter finns listade i Catalogue of Life.